# Blue Nail
Blue Nail, oder auf Dänisch Blå Negl,  ist ein internationaler militärischer Kommando- und Patrouillenwettkampf für aktive Soldaten und Reservisten, der alljährlich meist im Monat Februar im Raum  Fredericia/Dänemark stattfindet. Blå Negl ist als militärische Durchschlageübung unter Jagdkommandoeinsatz ausgelegt und wird von der dänischen Heimwehr (Hjemmeværnet) ausgerichtet. Sie gilt mittlerweile als eine der Härtesten in Europa. Die Übung ist für Gruppen von zwei oder sechs Teilnehmern für eine Dauer von 36 Stunden ausgelegt und dient als Gefechtsmarsch der allgemeinen Durchhaltefähigkeit der Truppe im ununterbrochenen Einsatz. Die physischen und psychischen Belastungen, wie auch der Ausbildungsstand der Teilnehmer, wird als hoch eingestuft. Blue Nail gilt aufgrund der qualitative hohen Ausstattung der dänischen Heimwehr als “realitätsnahe” Übung.

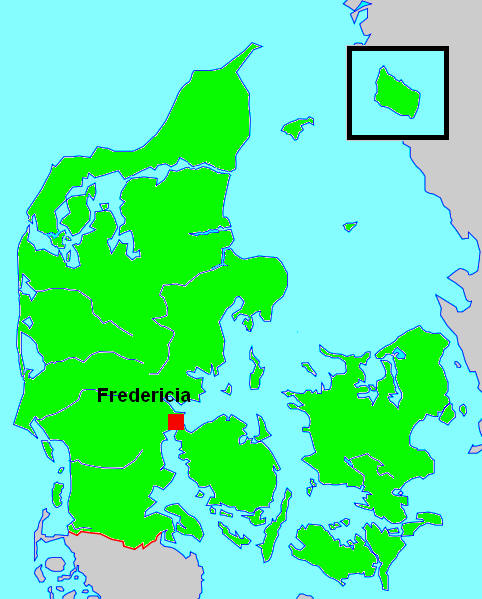
Fredericia – Lage in Dänemark

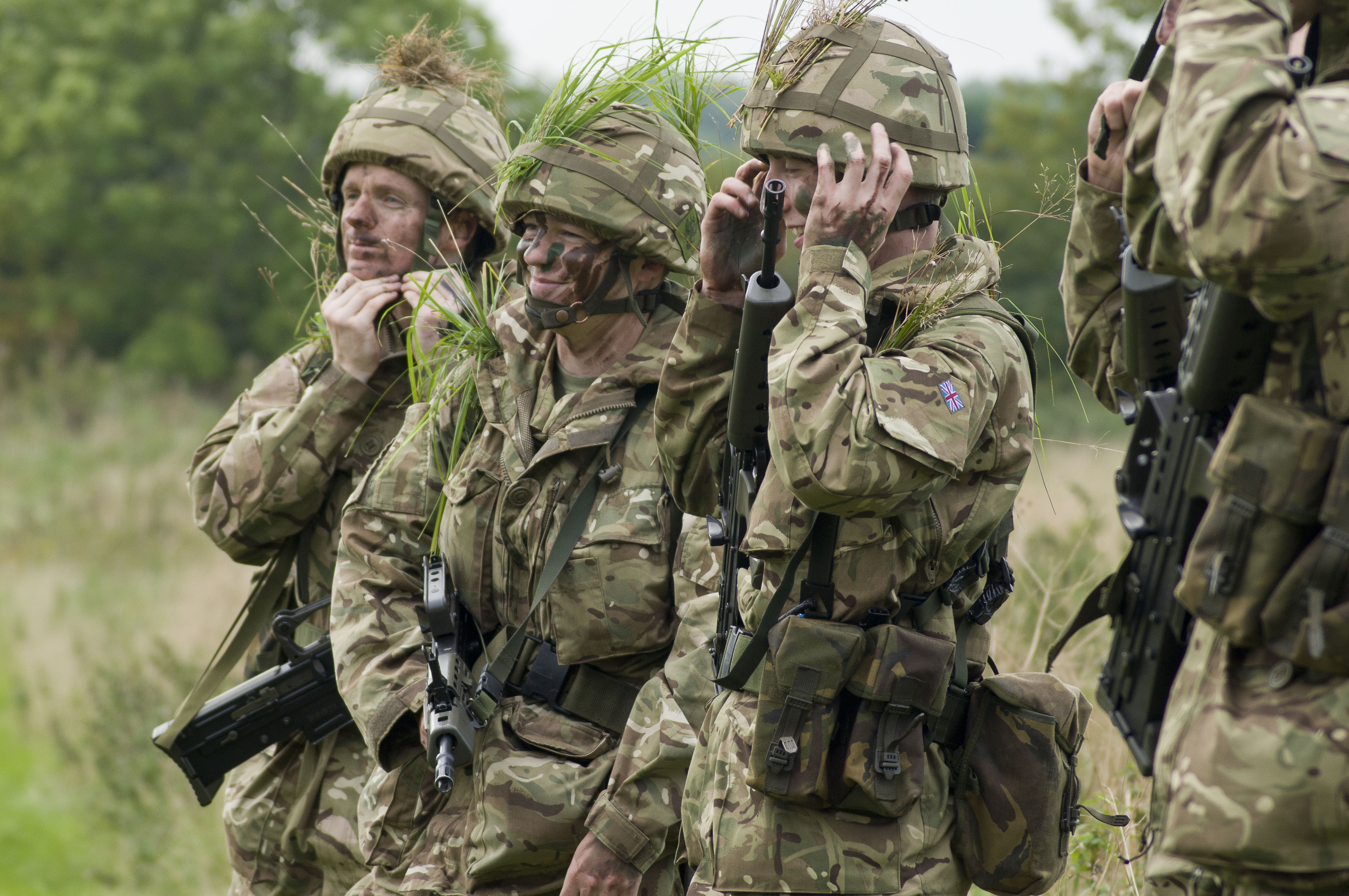
Reservisten beim Tarnen

Bundeswehrsoldat in Beobachtungsstellung

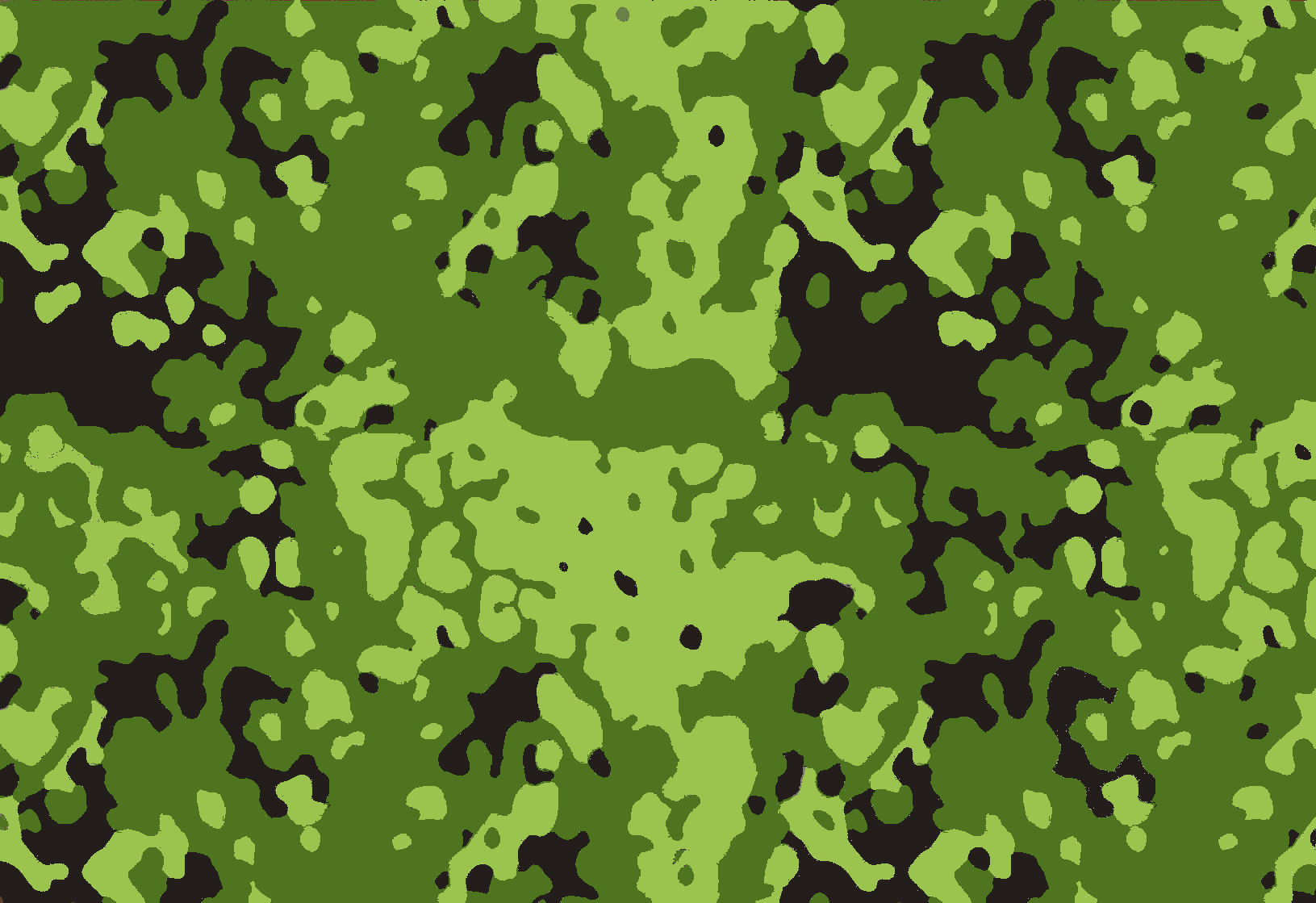
Dänisches M84-Flecktarnmuster

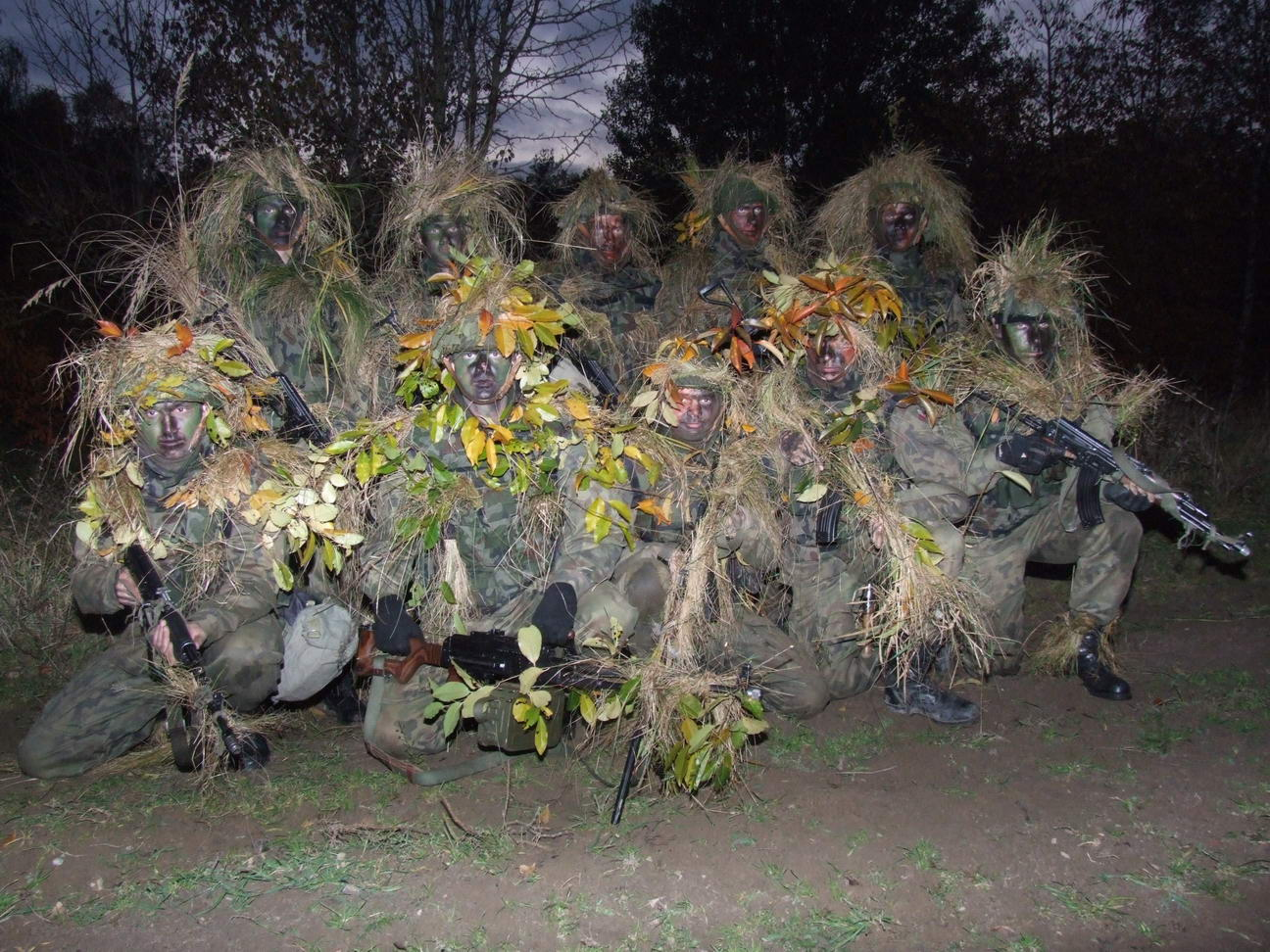
Getarnte Einheit

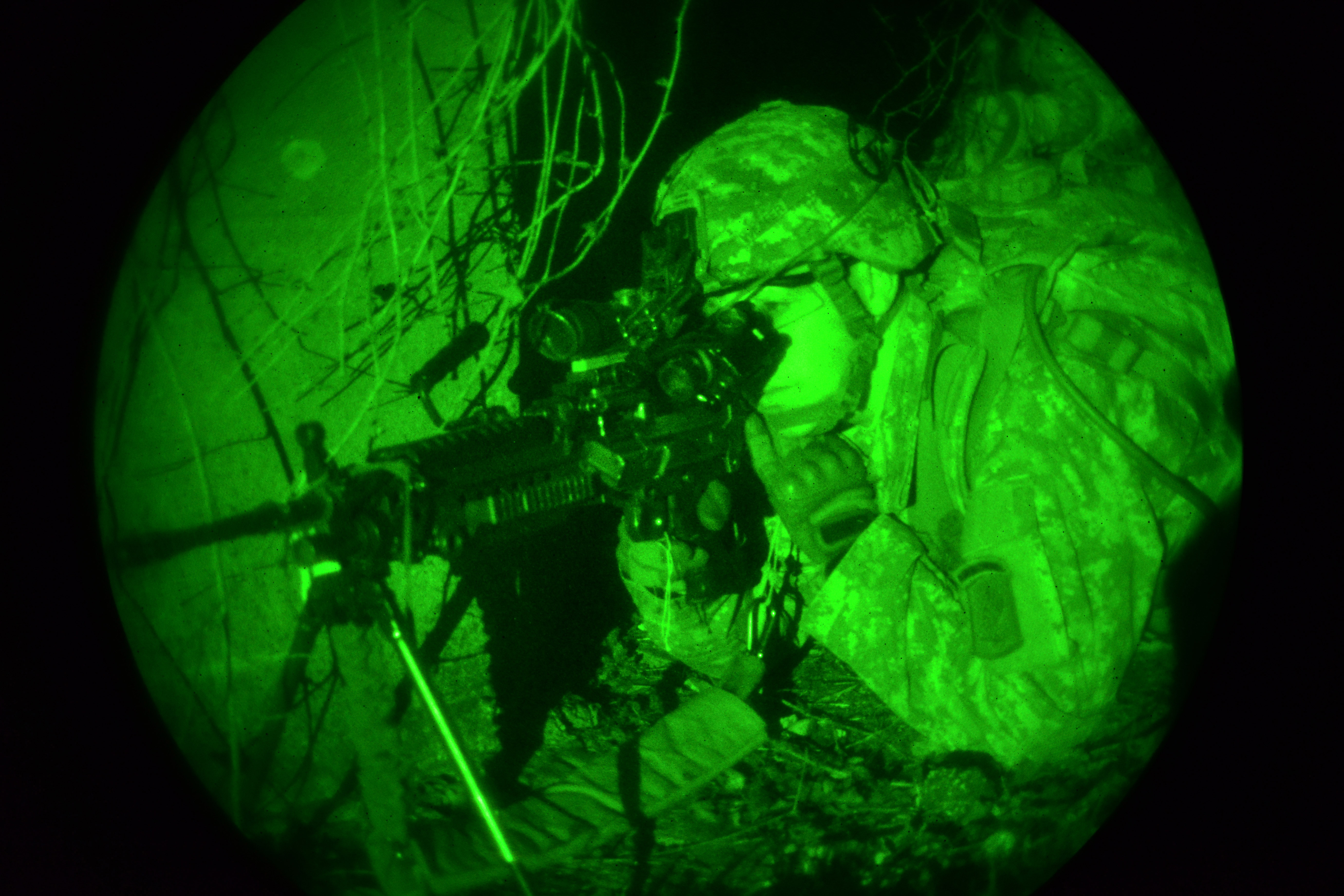
Einsatz von Nachtsichtgeräten

## Organisation
Zur Vorbereitung von Blue Nail dient auf deutscher Seite die Übung Eiswolf, die im Monat Januar im Raum Dithmarschen stattfindet und vom Landeskommando Schleswig-Holstein ausgerichtet wird. An Blue Nail nehmen bis zu 70 Teams aus fünf Nationen teil, darunter unter anderem Teams aus Deutschland, Dänemark, Finnland, Schweiz, Frankreich und Schweden. Die Operationsführung wird von der Command Central (KSN) der dänischen Heimwehr/Home Guard District South East Jutland (HDSEJ) gesteuert. Die Operationszentrale (OPZ), welche unter anderem auch eine PIC (Press Information Center) für Öffentlichkeitsarbeit unterhält, befand sich in den vergangenen Jahren häufig in der „Ryes Kaserne“. Von hier aus wurden die Bewegungen der Läufer-Teams, welche gerade von bestimmten Stationen abmarschiert sind, überwacht. Im Jahr 2016 nahmen 150 Läufer teil, darunter 50 Deutsche. Das Feindkommando bestand aus 250 Frauen und Männern, die mit Fahrzeugen, IR- und Nachtsichtgeräten ausgestattet waren.

## Ausrüstung
Den Läufern ist es, im Gegensatz zu den Jagdkommandos, nicht gestattet, Nachtsichtgeräte, GPS oder Fernmeldegeräte zur Kommunikation untereinander zu verwenden. Vorgeschrieben ist neben anderen Ausrüstungsgegenständen militärische Feldausrüstung (Flecktarn-Kampfanzug) mit einem Gesamtgewicht von ca. 30 Kilogramm, darunter Nässeschutzbekleidung, ein 50 Liter fassender Rucksack, Essgeschirr, eine Zeltbahn, ein Schlafsack, ein Klappspaten, Verbandpäckchen, grüne und schwarze Tarnschminke für die Gesichtstarnung und ein Stirnlicht mit wahlweiser Verwendung von Weiß- oder Rotlicht. Die Verpflegung erfolgt durch EPa.

## Ablauf
Im Laufe der Übung muss eine Geländestrecke von insgesamt 80 Kilometern (es steht eine 40 Kilometer, alternativ auch eine 80 Kilometer, lange Geländestrecke zur Auswahl) bewältigt und militärische Vielseitigkeitsaufgaben an 15 bis 20 Stationen erfüllt werden. Darunter befinden sich teilweise auch unbemannte und „tote“ Posten, um die Läufer in die Irre zu führen. Die Orientierung bei Nacht erfolgt nach dem Bezugspunktverfahren mit Karte und Kompass. Als Bewaffnung wird das dänische Sturmgewehr GEVÆR M/95 und drei Magazine zu je zehn Schuss ausgegeben. Die Teilnehmer werden in Läufer und in Jagdkommandos eingeteilt. Die Läufer bekommen die Aufgabe, sich in der Nacht auf ihrer Marschstrecke zu orientieren, bestimmte Stationen anzulaufen und dort nach erfolgreicher Bewältigung eine bestimmte Punktzahl zu sammeln. Außerdem müssen sie unbemerkt feindliche Linien infiltrieren. Bei Festnahme durch die Hunter Forces erfolgt ein Punktabzug von 100 Punkten. Die Feinddarstellung erfolgt durch die Jagdkommandos (Hunter Forces oder OPFOR-Kräfte), welche sich in bestimmten Geländeeinschnitten eingerichtet haben und mit Nachtsichtgeräten die Bewegung der Läufergruppen verfolgen. Ihre Aufgabe ist es, die Läufergruppen am Erreichen der Stationen zu hindern, sie zu stellen, in einen Feuerkampf zu verwickeln und festzunehmen. Für das Aufspüren der Läufer kommen auch Hunde zum Einsatz. Die Hunter Forces werden zum großen Teil von der dänischen Spezialeinheit Jægerkorpset gebildet. Zu den Regeln gehört ebenfalls, dass sobald ein Teilnehmer ausfällt, das jeweilige Team nicht mehr weiterläuft.
Es gibt vier Wettkampfklassen die separat bewertet werden. Sie unterscheiden sich nach Streckenlänge und Mannschaftsgröße. Auf der langen Strecke treten jährlich ungefähr 50 Trupps bestehend aus zwei Soldaten sowie 10 Gruppen bestehend aus sechs Soldaten an. Die kurze Strecke ist dazu gedacht einheimische Mannschaften an den anspruchsvollen Wettkampf heranzuführen und kann nicht von ausländischen Mannschaften genutzt werden. Mannschaftsgrößen sind ebenfalls entweder zwei oder sechs Soldaten. Auf der kurzen Strecke treten insgesamt ungefähr 10 Mannschaften in zwei separaten Wertungsklassen an.
Die Registrierung der Teilnehmer erfolgte in den vergangenen Jahren am Meldekopf in den Ryes Barracks in Fredericia. Dort nimmt nach der Einschleusung der Gruppen, der Kommandeur die Lageeinweisung und die Befehlsausgabe vor, erklärt den Ablauf von Blue Nail und gibt die geplanten Zeiten von Übungsbeginn (STARTEX), -unterbrechung und -ende (ENDEX) vor. Ebenfalls wird die Bedeutung der Signalmunition erklärt, so bedeutet das Verschießen von „Einstern Rot“ meist das vorzeitige Übungsende. Nach Waffen- und Munitionsempfang sowie Verpflegungsgruppe werden die Wettkämpfer in der Nacht mit Transportfahrzeugen in ihren Einsatzraum gefahren, müssen dort absitzen und erhalten dort am Absitzpunkt („Drop“) die Koordinaten ihrer ersten Station.
Die Station “Watercrossing”, Gewässerüberquerung, fand im Jahr 2016 bei Luft- und Wassertemperaturen um Null Grad Celsius an einem dänischen Fjord statt. Weitere Stationen kombinieren die militärischen Fertigkeiten des Orientierens und der Beobachtung. Nach einer Gefechtsaufgabe folgte die Fahrt mit einem M113 Mannschaftstransportwagens, wobei der aus der Luke beobachtende Soldat seinen Kameraden die Umgebung beschreiben und anhand der Karte dem MKF Fahrtanweisungen geben muss. Abweichungen von der Zielkoordinate führen nach einer bestimmten Strecke zu Punktabzügen. Eine andere Aufgabe war das Erklimmen eines 30 Meter hohen Siloturms, um dort einen Erkundungsposten einzurichten und Mörserfeuer auf bestimmte Ziele zu steuern.

## Stationen
Als Auswahl können an den verschiedenen Stationen folgende Disziplinen ausgeführt werden:
- Gruppenschießen bei Nacht
- gefechtsmäßige Gewässerdurchquerung
- Erkennen und Zuordnen von militärischen Objekten/Fahrzeugen
- Waffendrill
- Abseilen
- Erste Hilfe
- Geräuschzuordnung „Sehen und Hören bei Nacht“
- Entfernungsschätzen
- taktische Aufgabe für den Ortskampf
- Handgranatenwurf
- Hindernisbahn
- Orientierungslauf

## Ergebnisse
2017 hat erstmals eine deutsche Mannschaft die Hauptwertung des Wettkampfes gewonnen.
Der Militärwettkampfkader Rheinland-Pfalz siegte vor Mannschaften aus dem gastgebenden Dänemark. Es gelang dem Team unter Führung von Oberstleutnant d.R. Matthias Lötzke, auch noch in der 2. Nacht, trotz 250-Mann starkem Feindkommando, als einzige Mannschaft bei nasskalter Witterung nicht aufgeklärt worden zu sein. Die Opposing Forces/Hunter Forces setzte bei Blue Nail 2017 unter anderem Nachtsichtgeräte, Drohnen, Hunde und Fahrzeuge zum schnellen Verlegen ein. Allein auf die Mannschaft aus Rheinland-Pfalz wurden sieben Jagdkommandos eingesetzt, die sie im schwierigen Gelände und widriger Witterung (feuchter Untergrund, starker Wind und Schneeregen) allerdings nicht stellen konnten. Von insgesamt 77 Mannschaften schafften lediglich 14 alle Stationen.
2018 umfasste Blue Nail eine Marschstrecke von 60 Kilometern und 18 Stationen. Von insgesamt 49 Teams auf der langen Strecke kamen lediglich sieben ans Ziel. Dabei erreichte die 6-köpfige Gruppe der Reservistenarbeitsgemeinschaft Spezielle Einsätze für Reservisten Bodensee-Oberschwaben (RAG SpezlEinsRes-BO Oberschwaben) den zweiten Platz in ihrer Wertungsklasse. Die Jagdpatrouillen stellten Kommandos der Hjemmeværnet, aus Schweden, Finnland und Deutschland.
Im Jahr 2019 nahmen Mannschaften aus Frankreich, Tschechien, Dänemark, Finnland, Lettland, Estland, Schweden und der Schweiz an der 60 Kilometer langen Marschstrecke teil. Platz eins belegte ein Team der französischen Militärschule Saint-Cyr. Die RAG SpezlEinsRes Bodensee-Oberschwaben konnte mit erneut Platz zwei in der Wertungsklasse für 6-Mann Teams verteidigen.
Die Austragung im Jahr 2022 fand mit 800 Teilnehmern (170 Wettkämpfer und 300 Mann Jagdkommando, überwiegend aus Angehörigen der dänischen Heimwehr; der Rest Funktioner) unter erschwerten Bedingungen, wie überschwemmten Feldern und größeren Distanzen, statt. Zu dem Auftrag der Wettkämpfer gehörten Ausweichmanöver, Überwinden von durchweichten Geländeabschnitten und dem Lösen diverser taktischer Aufgaben. Zwischen den Stationen, die unter Zeitdruck erreicht werden mussten, lag eine Distanz von sieben bis neun Kilometern. Die Gesamtmarschleistung erstreckte sich auf 78 Kilometer. Der erste und der dritte Platz erreichte ein dänisches Team, Platz 2 erzielten Hauptmann d.R. Julian Kühny und Hauptfeldwebel Alexander Stobbe von der RAG-SpezIEinsRes-BO Oberschwaben.
Im Februar 2023 hat Litauen den Wettkampf gewonnen, gefolgt von einer Mannschaft aus Dänemark und dem Militärwettkampfkader Rheinland-Pfalz. Die Rheinland-Pfälzer sind damit zum sechsten Mal seit 2013 die beste deutsche Mannschaft in der Hauptwertung.
2025 gab es erneut einen Sieg in der Hauptwertung durch eine deutsche Mannschaft. Von der 15./HSchRgt1 LINZGAU bekamen Major d.R. Julian Kühny und Hauptfeldwebel d.R. Alexander S. den begehrten "goldenen Marschstiefel" überreicht. Ohne ein einziges Mal von der Hunterforce erwischt zu werden und mit der höchsten Punktanzahl erreichten sie den Zielpunkt. Auch ein 6-Mann-Team der 15./HSchRgt1 LINZGAU schaffte den Rundkurs in der vorgegebenen Zeit. Damit schlossen die Heimatschützer aus Pfullendorf eine herausfordernde Übung erfolgreich ab.